# 首先出布
《首先出布》是於2022年10月28日至12月16日在朝日電視台的「週五晚間連續劇」時段播出的日本電視劇，由傑西主演。

## 演員列表

### 主要人物
- 利根川豪太〈26〉：傑西（SixTONES）[1]

主人公。有名政治家・利根川周郎的長男。做什麼事都無法長久半途而廢。進入大黑藝能的搞笑藝人養成所，與銀平相遇並組成2人組「首先、出布！」，並一起以成為專業藝人的目標邁進。
- 澤村銀平〈46〉：市川猿之助[1]

在搞笑藝人養成所與相差20歲的豪太相遇並組成搭檔。面相看起來兇狠，身上很多謎的男人。

### 大黑藝能搞笑藝人養成所
- 相田忠則：小籔千豐[2]

魔鬼講師。
- 雨宮菫：賀喜遙香（乃木坂46）[3]

學生。
- 小塚尊：基俊介（小傑尼斯 / IMPACTors）[4]

學生。
- 木島大和：青木柚[5]

學生。
- 市毛稔：迫田孝也[5]

學生。曾任職於財務省。

### 豪太相關人物
- 利根川周郎：橋本潤[5]

豪太的父親。政治家。

## 製作團隊
- 企劃・原作・劇本：秋元康
- 劇本：岡崎聰子、藤木光彥
- 配樂：末廣健一郎、MAYUKO
- 主題曲：SixTONES《Good Luck!》（Sony Music Labels）[6]
- 片尾曲：FAKY《Rock, Paper, Scissors》（rhythm zone）[7]
- 執行製作人：橫地郁英（朝日電視台）
- 製作人：秋山貴人（朝日電視台）、高崎壯太（朝日電視台）、小林麻衣子（朝日電視台）、神通勉（MMJ）、山本喜彥（MMJ）
- 綜合顧問：佐久間宣行
- 導演：根本和政、日暮謙
- 製作：朝日電視台、MMJ

## 播出日程
| 集數   | 播出日期 | 副標題 | 編劇                  | 導演     |
| ------ | -------- | ------ | --------------------- | -------- |
| 第1話  | 10月28日 |        | 秋元康 おかざきさとこ | 根本和政 |
| 第2話  | 11月04日 |        | 秋元康                | 根本和政 |
| 第3話  | 11月11日 |        | 秋元康                | 日暮謙   |
| 第4話  | 11月18日 |        | 秋元康                | 日暮謙   |
| 第5話  | 11月25日 |        | 秋元康                | 根本和政 |
| 第6話  | 12月02日 |        | 秋元康                | 二宮崇   |
| 第7話  | 12月09日 |        | 秋元康                | 日暮謙   |
| 最終話 | 12月16日 |        | 秋元康                | 根本和政 |

## 外部連結
- 官方网站
- 電視劇的X（前Twitter）
- 電視劇的Instagram帳戶

| 日本 朝日電視台 週五晚間連續劇         | 日本 朝日電視台 週五晚間連續劇                  | 日本 朝日電視台 週五晚間連續劇 |
| -------------------------------------- | ----------------------------------------------- | ------------------------------ |
|                                        | 首先出布 （2022年10月28日－12月16日）           |                                |
| NICE FLIGHT! （2022年7月22日－9月9日） | 通往內心的橋 -兒童心理診所- （2023年1月20日－） |                                |